# Onze-Lieve-Vrouw van Steunkerk
De Onze-Lieve-Vrouw van Steunkerk (Frans: Église Notre-Dame-du-Réconfort) is een kerkgebouw in de tot het Franse departement Pas-de-Calais behorende plaats Cucq, gelegen aan de Rue Emile-Grevet.
Deze kerk werd gebouwd in de 16e eeuw en bezit een klok uit 1546.